# Agostino Masucci

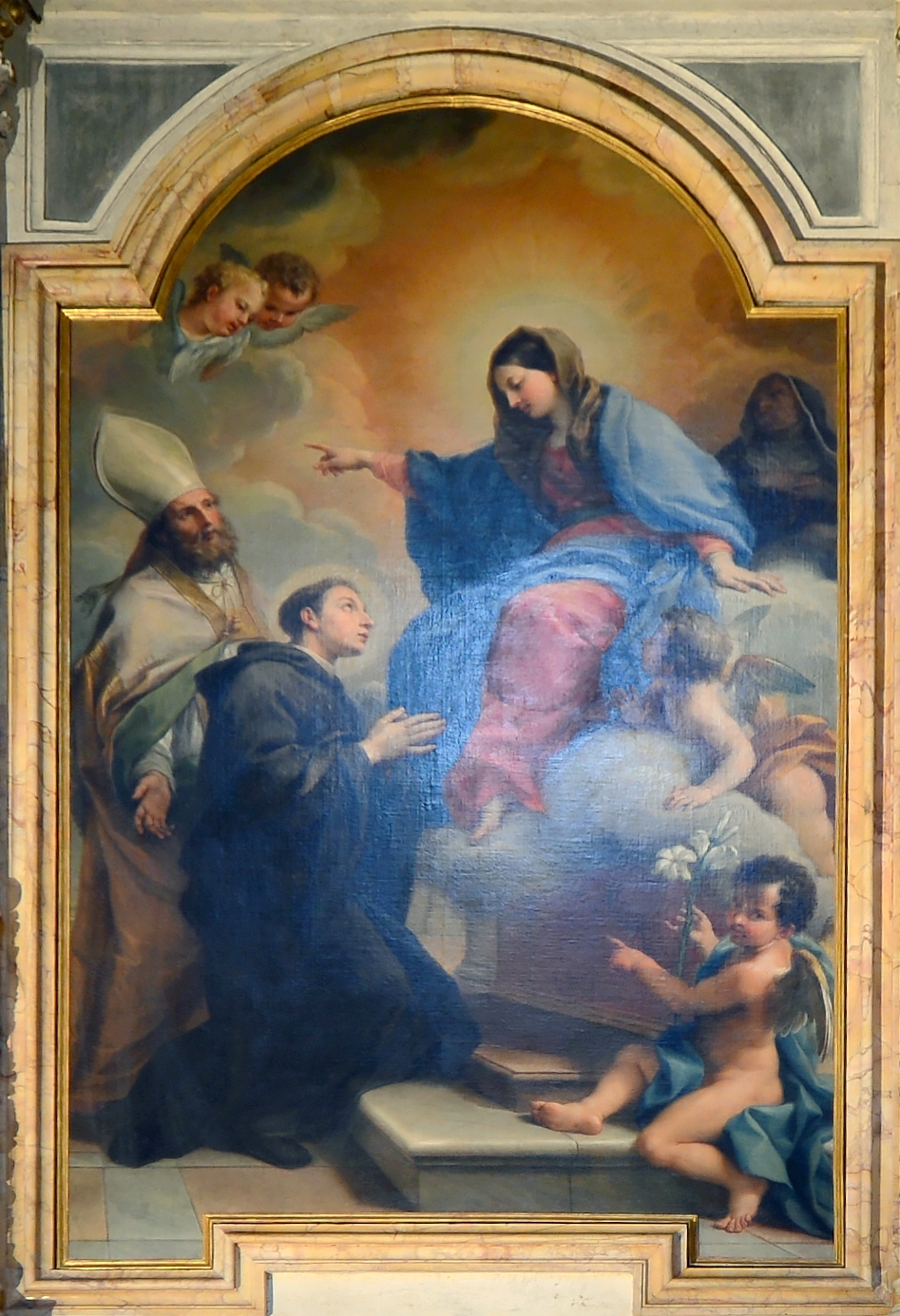
Jungfru Maria med de heliga Augustinus och Nikolaus av Tolentino.

Agostino Masucci, född 1692 i Rom, död 19 oktober 1758, var en italiensk målare under barocken. Han var elev till Carlo Maratta och blev ledamot av Accademia di San Luca 1724; åren 1736–1738 var han dess principe.

## Verk i urval
- Lynetter i sakristian – San Francesco di Paola[1]
- Madonna med helgon – Cappella Massimo, San Marcello al Corso[2]
- De heliga Joakim och Anna bebådas om Jungfru Marie födelse, Jungfru Marie frambärande i templet, Jungfru Marie trolovning med Josef, Bebådelsen, Konungarnas tillbedjan, Kristi dop – Santa Maria in Via Lata[3]
- Den helige Venantius helas av en ängel i fängelset och Den helige Venantius låter en källa strömma fram – Santi Venanzio e Ansovino
- Jungfru Maria med de heliga Augustinus och Nikolaus av Tolentino – Cappella Mellini, Santa Maria del Popolo